# Tetraploïdie

Tetraploïdisering

Een tetraploïde cel is een cel waarvan in de celkern van elk chromosoom ten gevolge van genoommutaties vier exemplaren aanwezig zijn (geslachtschromosomen uitgezonderd). Dit wordt weergegeven met 2n = 4x, wat wil zeggen dat in het diploïde stadium van de levenscyclus de homologe chromosomen viermaal voorkomen en dat ook elk gen ten minste viermaal zal voorkomen. Bij de meiose ontstaan de haploïde geslachtscellen en wordt dit aantal gehalveerd tot 2x. Tetraploïde cellen zijn veelal ontstaan door verdubbeling van het genoom bij diploïde cellen. Dit kan zowel op natuurlijke als kunstmatige wijze gebeuren. Vaak wordt een colchicinebehandeling gebruikt voor het maken van kustmatige tetraploïden.
Tetraploïde planten zijn vaak groter en door de mens vaak geselecteerd, zoals harde tarwe, emmertarwe, tetraploïd Engels raaigras en tetraploïd Italiaans raaigras.
Bij alloploïde organismen zijn de chromosomen afkomstig van meer dan één soort: "hybridogene polyploïdie". Doordat een diploïde alloploïd vaak steriel is, zijn tijdens de evolutie alleen de tetraploïden of hogere polyploïden uitgeselecteerd.
Na autoploïdie en alloploïdie treedt in de loop van de evolutie, en soms al snel, weer diploïdisatie op door fractionatie. Hierdoor krijgt een oud tetraploïde genoom weer een diploïd karakter.
Allotetraploïde planten met het volledige dubbele genoom van beide ouders gedragen zich vaak weer als normale diploïde planten; ze worden amfidiploïde genoemd. Een voorbeeld van een allotetraploïd is koolzaad (Brassica napus) met 38 chromosomen dat ontstaan is uit kool (Brassica oleracea) met 18 en Chinese kool (Brassica campestris) met 20 chromosomen. Bij een autoploïde plant zijn de chromosomen van één soort afkomstig.
Wanneer een diploïd en een tetraploïd organisme zich voortplanten, kunnen er triploïde nakomelingen ontstaan, waarbij in de celkern van elk chromosoom drie exemplaren aanwezig zijn. De geslachtscellen van tetraploïde organismen zijn namelijk diploïd, en die van diploïde organismen haploïd.
Er wordt op grond van de genetische samenstelling onderscheid gemaakt in een:
- quadriplex: AAAA
- triplex: AAAa
- duplex: AAaa
- sinplex: Aaaa
- nulliplex: aaaa

waarbij A staat voor een dominant allel en a voor een recessief allel.